# Philosyrtis sanjuanensis
Philosyrtis sanjuanensis är en plattmaskart som beskrevs av Ax 1967. Philosyrtis sanjuanensis ingår i släktet Philosyrtis och familjen Otoplanidae. Inga underarter finns listade i Catalogue of Life.